# Marc Munden
Marc Munden (Londra, ...) è un regista televisivo britannico.

## Biografia
Figlio del regista di propaganda della seconda guerra mondiale Maxwell Munden, è stato assistente alla regia di Terence Davies (Voci lontane... sempre presenti, 1988), Mike Leigh (Belle speranze, 1988) e Derek Jarman (War Requiem, 1989). Dopo alcuni anni di documentari televisivi, si è specializzato nel dirigere miniserie in costume per la BBC, tra le quali una versione "punk" de La fiera della vanità.
Si è fatto notare dirigendo la serie Utopia (2013–14), apprezzata per le sue composizioni visive e lo stile idiosincratico.

## Filmografia

### Regista

#### Cinema
- Tripla identità (Miranda) (2002)
- Il giardino segreto (The Secret Garden) (2020)

#### Televisione
- Touching Evil – serie TV, episodi 1x03-1x04 (1997)
- Vanity Fair – miniserie TV, 6 puntate (1998)
- The Secret World of Michael Fry – miniserie TV, 2 puntate (2000)
- Canterbury Tales – miniserie TV, 1 puntata (2003)
- Conviction – miniserie TV, 3 puntate (2004)
- Shiny Shiny Bright New Hole in My Heart – film TV (2006)
- The Mark of Cain – film TV (2007)
- The Devil's Whore – miniserie TV, 4 puntate (2008)
- The Crimson Petal and the White – miniserie TV, 4 puntate (2011)
- Utopia – serie TV, 6 episodi (2013-2014)
- Black Sails – serie TV, episodi 1x05-1x07 (2014)
- Quantico – serie TV, episodio 1x01 (2015)
- National Treasure – miniserie TV, 4 puntate (2016)
- Philip K. Dick's Electric Dreams – serie TV, episodio 1x04 (2017)
- The Third Day – miniserie TV, 3 puntate (2020)
- Help – film TV (2021)
- Il simpatizzante (The Sympathizer) – miniserie TV, 3 puntate (2024)

### Produttore esecutivo
- Utopia – serie TV, 6 episodi (2014)
- National Treasure – miniserie TV, 4 puntate (2016)
- The Third Day – miniserie TV, 6 puntate (2020)
- Help – film TV (2021)

## Riconoscimenti
- British Academy Television Awards
  - 2008 – Candidatura alla miglior regia per The Mark of Cain
  - 2017 – Miglior regia per National Treasure
  - 2022 – Candidatura alla miglior regia per Help